# Thymus carmanicus
Thymus carmanicus — вид рослин родини глухокропивові (Lamiaceae), поширений на півночі Іраку та в Ірані.

## Поширення
Поширений на півночі Іраку та в Ірані.